# Освобождение города Ковно (декабрь, 1812 г.)
Освобождение города Ковно – войсковая операция по освобождению отрядами  генерала  Платова и графа Орурка города Ковно (ныне Каунас), занятого  войсками армии Наполеона, 15 декабря 1812 года.

## Предыстория

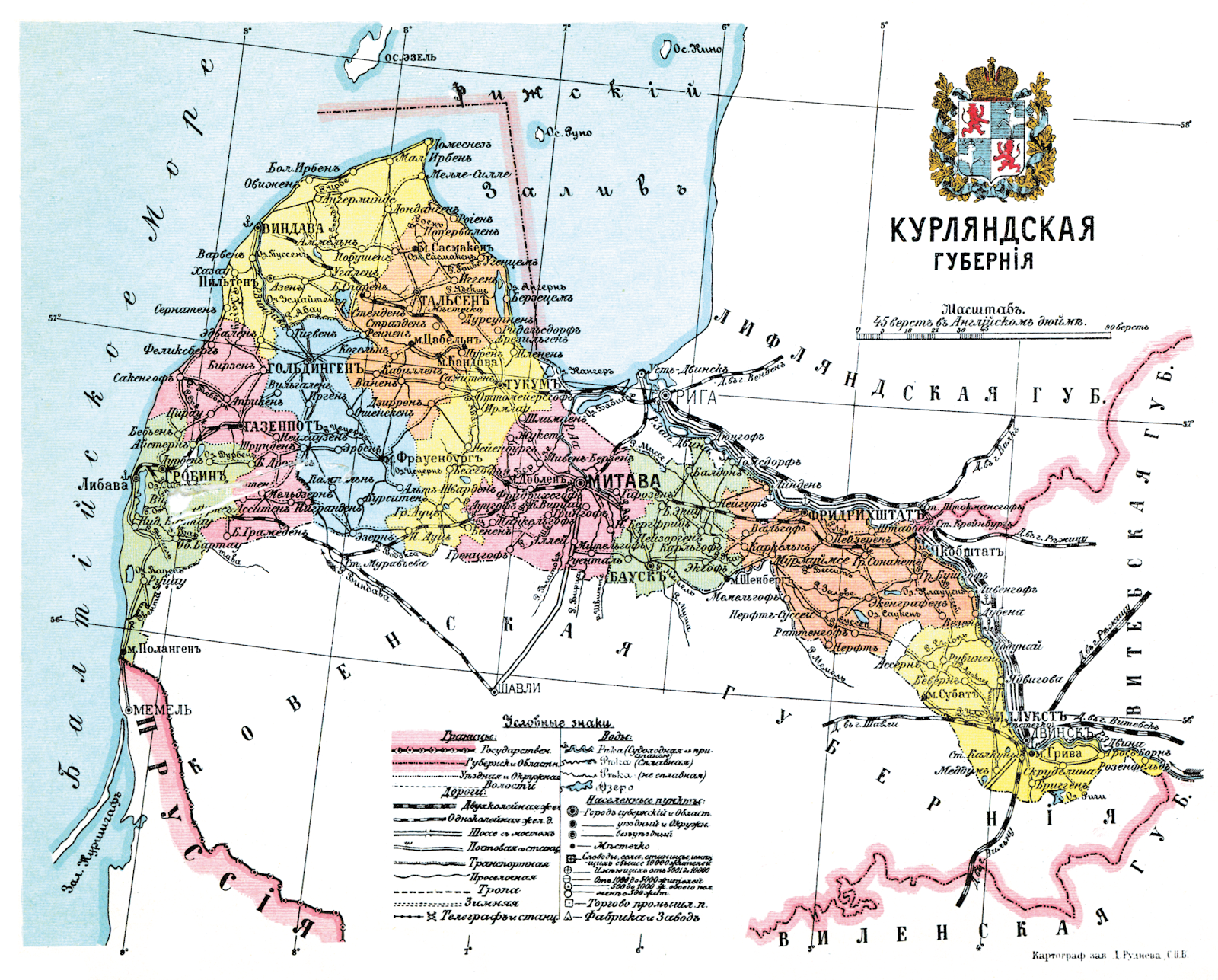
Курляндский полуостров

В ночь на 29 ноября 1812 года последние остатки разбитой армии Наполеона под командованием маршала Виктора после кровопролитного боя с авангардом корпуса графа  Витгенштейна  переправились через Березину на правый берег и «потянулись» вслед за уходящими к  Зембину  французскими колоннами. 29 ноября  в половине девятого утра французский генерал   Эбле зажег мосты через Березину. Витгенштейн, не имея возможности преследовать противника, ограничился артиллерийским обстрелом с левого берега Березины хвостов колонн.  30 ноября Дунайская армия Чичагова выступила вслед за остатками армии Наполеона. В авангарде армии шёл отряд  Чаплица .  Корпус Витгенштейна следовал правее на Вилейку.  29 ноября Главная армия Кутузова от селения  Михеевичи выступила на Жуковец. 4 декабря армия переправилась через Березину и последовала на Раваничи.  Весть о том, что Наполеону удалось миновать пленения  шокировала Фельдмаршала. 
Кутузов потребовал разъяснений от Чичагова.  5 декабря по прибытии в местечко Сморгонь Наполеон покинул армию. Он поручил Мюрату возглавить армию и держать в тайне свой отъезд  5 —  6 дней.
Авангард Дунайской армии приближался к Вильно. Кутузов, желая непосредственно «управлять  действиями», перенес Главную квартиру в город Радошковичи.  Командование над Главной армией поручил генералу Тормасову с предписанием через Смолевичи двигаться на Воложин. 10 декабря русские войска заняли Вильно (ныне Вильнюс).  В Вильно Кутузов распорядился:
- продолжить преследование остатков французской армии за рекой Неман;
- графу Витгенштейну отрезать корпус Макдональда от Немана и запереть его в углу  Курляндского полуострова у города  Виндава ;

- вытеснить за пределы Российской империи неприятельские корпуса: австрийский  –  князя Шварценберга и саксонский  –  генерала Ренье.

Русские, наравне с неприятелем, страдали от лютых морозов. Температура опускалась ниже 27 градусов. Потери, понесённые войсками в процессе преследования остатков армии Наполеона, были значительны: из 100 тысяч личного состава к моменту прибытия в окрестности Вильно в строю осталось всего  42 тыс. человек.
Войска нуждались в отдыхе. По распоряжению Кутузова им был предоставлен двухдневный отдых: армия Чичагова разместилась в Вильно, корпус Витгенштейна –  у местечка  Неменчина. Люди распределялись по отапливаемым избам. Солдатам и офицерам  в сутки выдавалась горячая пища с чаркой водки. Дальнейшее преследование остатков французской армии было поручено лёгким отрядам Платова и авангарду Чаплица.

## Освобождение Ковно

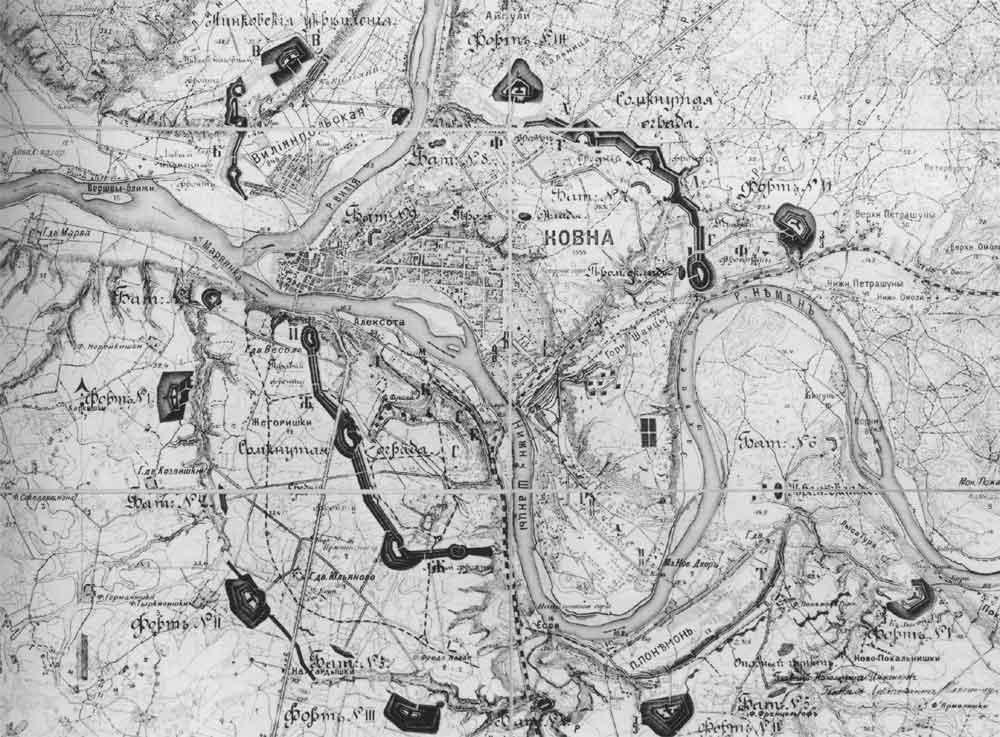
Редуты города Ковно. XIX в.

13 декабря 1812 года Мюрат в 5 часов утра с остатками гвардии покинул  город Ковно.  В тот же день, выступив от   Румшишек  в метель и вьюгу, арьергард Нея в 9 часов утра прибыл к Ковно.  В городе царил хаос: толпы безоружных солдат обезумев от стужи и холода грабили магазины, «упиваясь водкой до беспамятства» и замерзая.   Вопреки обстоятельствам, «неустрашимому» Нею удалось  с помощью Жерара   и      Маршана  собрать несколько сотен немецких солдат с 20 орудиями для обороны. Орудия Ней разместил в редутах, которые окружали город.   14 декабря в 10 часов утра  генерал Платов с казаками и генерал-майор граф Орурк с кавалерией Чаплица подошли к  городу.  В 10 часов утра Платов открыл огонь из 8 орудий. Отряд новобранцев арьергарда Нея у Виленской заставы, не выдержав огня и бросив орудия, бежал. Ней сумел удержать бегущих. Офицер Рюменьи  – адъютант Жерара с частью 29 пехотного полка  дал отпор казакам Платова. В 2 часа дня Платов приказал казачьим полкам обойти Ковно. Казаки спешились и выбили небольшой отряд с господствующей высоты.  Генерал Маршан, видя угрозу окружения, атаковал казаков и занял высоту. К вечеру Ней решил прекратить оборону и отступить из города частью сил к Тильзиту,  частью к  Вилкавишкам.  Казаки преступили к преследованию неприятеля.  Спасаясь от преследования, Ней с Жераром кинулись по кратчайшей дороге к Вилкавишкам через Пилвишкcкий  лес.
Генерал Дюма вспоминал:
 Вырвавшись из окаянной России, я отдыхал в своей квартире в Вилкавишках, как вдруг  вошёл ко мне человек в коричневом сюртуке, с бородой, с красными, сверкающими глазами. –  «Вы меня не узнали?» спросил он.  –  «Нет, кто Вы?» –  «Я авангард Великой армии маршал Ней».

## Итог операции
Число боеспособных солдат Главной армии Наполеона при вторжении в Россию (без учёта численности левого и правого флангов Главной армии) составляло около 500 тыс. человек.  Число боеспособных солдат, покинувших пределы Российской Империи, составило около 400 человек пехоты Старой гвардии и 600 кавалерии.  Прочие остатки армии Наполеона продолжали отступать через Вилковишки на  Губинен и далее рассеивались по Пруссии. 19 декабря Мюрат с отрядом Старой гвардии прибыл в Кёнигсберг.  22 декабря из Данцига в Кёнигсберг прибыла дивизия Гёделе (14 тыс. человек с 20 орудиями).
С 17 по 29 декабря армия Чичагова разместилась на кратковременный отдых: с Востока на Запад  между  Неманом и Прусской границей; с Юга на Север между селением Сейны и местечком  Пилвишки. Следуя обстоятельствам, Чичагов  имел возможность поддержать Витгенштейна, либо действовать южнее против корпусов Шварценберга и Ренье.  Граф Орурк с кавалерией Чаплица разместился в Мариямполе. Отряд Ланского –  в Вилкавишках. Ввиду усталости лошадей, отряд Платова разместился на несколько дней в Ковно.  17 декабря корпус Витгенштейна выступил на  Кейданы с предписание двигаться на Губинен.  Однако,  наступила оттепель, дороги стали непроходимы.  Витгенштейн принял решение идти севернее. 22 декабря его корпус  занял Кейданы.